# Сэнсэп
Сэнсэп (тайск. คลองแสนแสบ, [kʰlɔ̄ːŋ.sɛ̌ːn.sɛ̀ːp]) — основной канал (клонг) в Бангкоке, использующийся в качестве транспортной артерии и дренажного коридора. Он соединяется с более чем 100 малыми каналами. Соединяет реку Бангпаконг с каналом Маханак. Длина канала составляет 73 км.

## Происхождение названия
Существует три основных версии о происхождения названия «Сэнсэп»:
1. название произошло как созвучное комариному писку, или буквальному переводу названия: «сэн» — сто тысяч, «сэп» — жалить; эта версия восходит к путешествию британского исследователя Кинга, который писал, что этот канал населён в основном малайцами, вынужденными при любом занятии оставлять одну руку свободной, чтобы отгонять комаров;
2. название произошло от кхмерского языка, от слов «море» и «пресное», путем небольшого изменения в процессе заимствования;
3. название произошло от малайского языка, от слов «канал» и «спокойный», путем небольшого изменения в процессе заимствования.

## Назначение
Искусственные каналы и реки использовались с 17 века для облегчения сельского хозяйства, как транспортные пути, как средство обороны. Первые каналы за пределами стен Бангкока были вырыты в 1771 году. Берега каналов застраивались жилыми домами, так как позволяли находиться рядом с транспортными путями, а также с целью естественного охлаждения здания благодаря близости воды. Также каналы использовались как торговое пространство — товары продавались с маленьких лодочек, курсировавших по каналу.
Вторая половина 20 века характерна уплотнением застройки и использованием канала в качестве транспорта сточных вод многочисленными канализационными системами, ведущими прямо в русло, а не на очистные сооружения.

## История
Сообщество Банкхрыа живущее ныне по берегам канала Сэнсэп на территории кхетов Ратчатхеви, Патхумван, Ваттхана было сформировано тямами из Камбоджи. Земля им была выдана за поддержку Сиама в «войне девяти армий» в 1785 году. Именно жители этого исламского сообщества вырыли канал Сэнсэп в 1837 году таким образом, чтобы обогнуть свои мечети и кладбища. По мере расширения города на восток, строились новые каналы. До сих пор традиции ислама сильны и по берегам канала выращивается домашний скот в непривычной городской среде. Канал Сэнсэп был первым каналом, построенным при правлении короля Рамы 3. Основной причиной для постройки канала послужила необходимость подвоза военных грузов во время длительного конфликта между Сиамом и Вьетнамом за территорию Камбоджи. Значение канала повысилось после подписания мирных договоров, так как возросли объёмы внутренней и внешней торговли. Увеличение объёмов земледелия привело к увеличению экспорта риса и сахарного тростника. Земли по берегам канала стали местом работы для многих военнопленных — лао, малайцев, монов, кхмеров, а также китайских наемных рабочих, которые осели в Таиланде. Эти этнические группы жили в своих сообществах, вели привычный образ жизни и мирно сосуществовали вдоль канала. Канал был достроен всего за 3 года на протяжении 52 километров, достигнув текущей длины в 73,8 км. Для строительства канала также использовались китайские наемные рабочие, а срочность строительства объясняется в том числе и необходимостью незаметной и быстрой транспортировки собранных денежных средств от внедряемой в стране системы налогообложения. Таким образом, канал Сэнсэп становится магистральным транспортным коридором в Таиланде 19 века.

## Водный автобус по каналу Сэнсэп

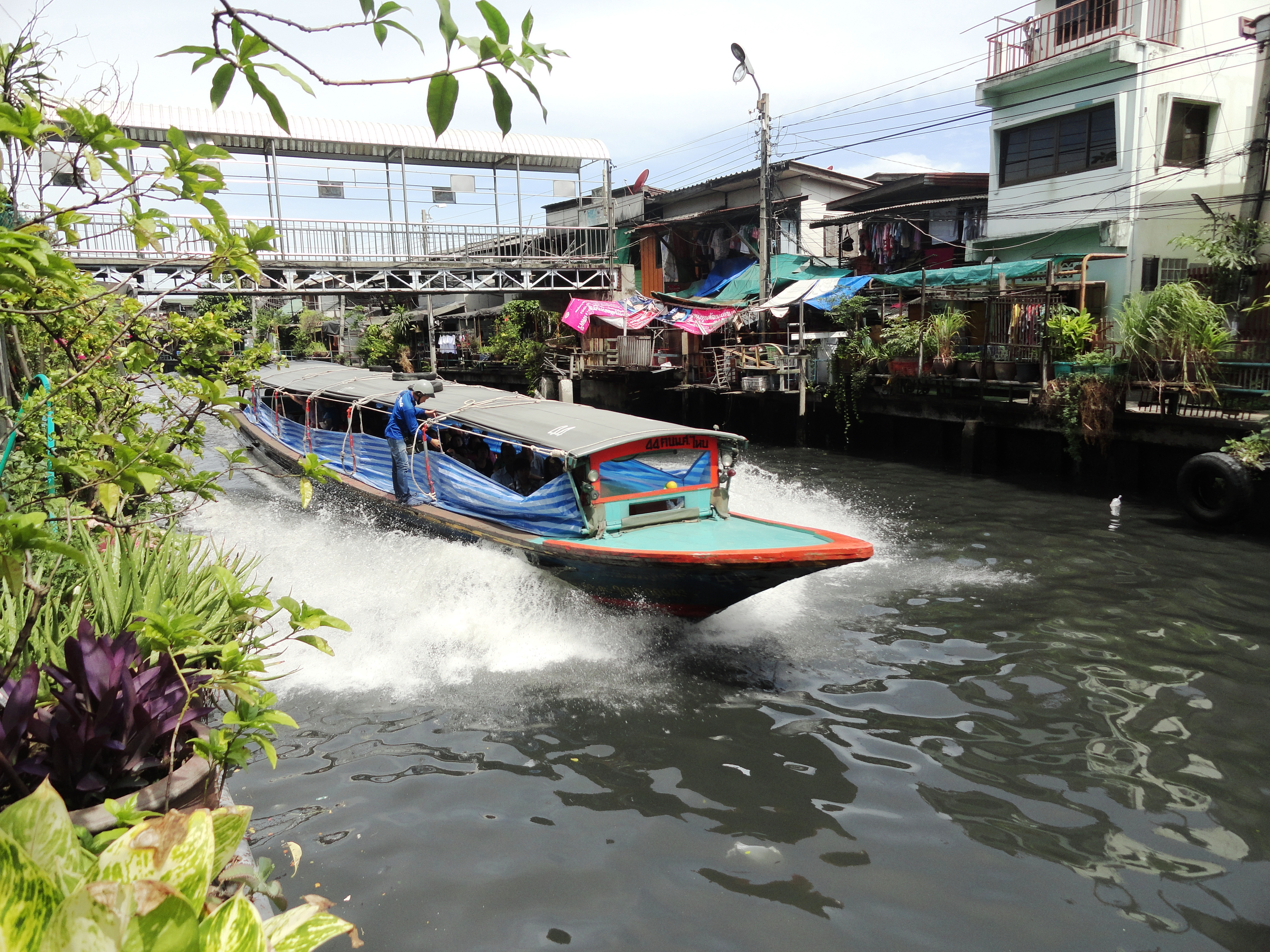
Водный автобус

## Загрязнение